# Hoancă (gmina Vidra)
Hoancă – wieś w Rumunii, w okręgu Alba, w gminie Vidra. W 2011 roku liczyła 5 mieszkańców.